# Choradi, Shimoga
Choradi là một làng thuộc tehsil Shimoga, huyện Shimoga, bang Karnataka, Ấn Độ.